# Microlente gravitacional

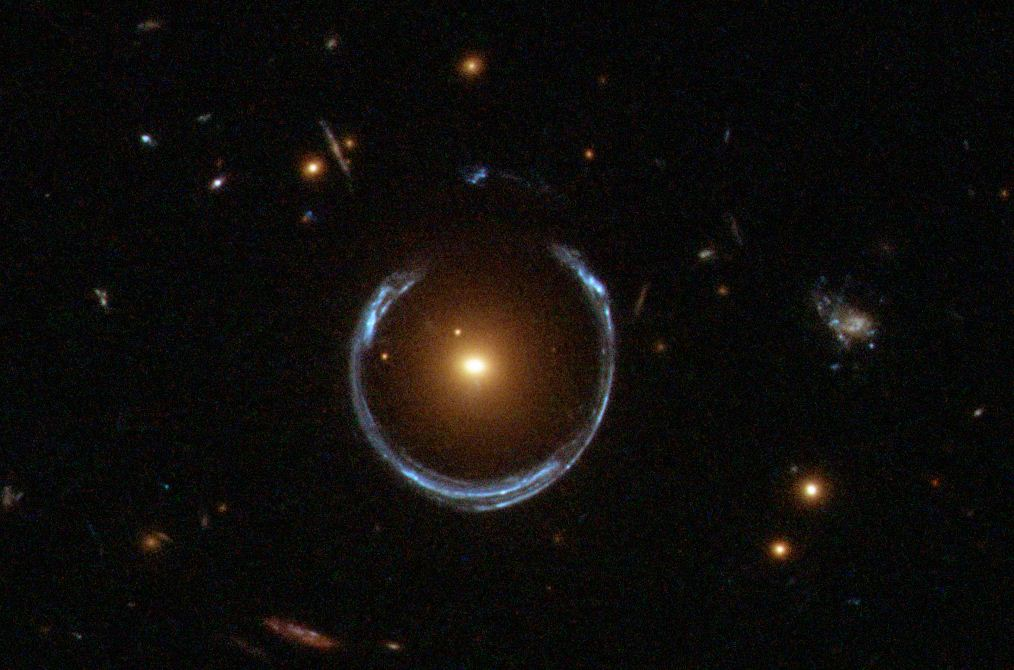
Uma microlente gravitacional capturada pelo telescópio Hubble

O efeito de microlente gravitacional é um fenômeno astronômico ocasionado derivado do efeito de Lente gravitacional. Ele pode ser usado para detectar objectos que vão desde a massa de um planeta até massa de uma estrela, independentemente da luz que emitem. Normalmente, os astrônomos só podem detectar objetos brilhantes que emitem muita luz (estrelas) ou grandes objetos que bloqueiam a luz de fundo (nuvens de gás e poeira). Esses objetos representam apenas uma pequena fração da massa de uma galáxia. Microlente permite o estudo de objectos que emitem pouca ou nenhuma luz.

## Descrição
Quando uma estrela distante ou quasar fica suficientemente alinhados com um objeto em primeiro plano compacto e maciço, surge uma curvatura da luz devido ao seu campo gravitacional. Como discutido por Einstein em 1915, as duas imagens distorcidas resultantes são resolvidas em uma ampliação observável. A escala de tempo o brilho transiente depende da massa do objecto de primeiro plano, bem como sobre o movimento relativo adequado entre o fundo "fonte" e o objecto de primeiro plano "lente". É, portanto, uma técnica ideal para estudar a população galáctica de tais objetos tênues ou escuras como anãs marrons, anãs vermelhas, exoplanetas, estrelas anãs brancas, estrelas de nêutrons, buracos negros e enormes objetos compactos de Halo. Além disso, o efeito de microlente é comprimento de onda independente, permitindo estudo de objetos de origem que emitem qualquer tipo de radiação eletromagnética.
O efeito de microlente gravitacional acontece quando os campos gravitacionais de um planeta e o da estrela hospedeira agem de modo a magnificar a luz de uma estrela distante que esteja no fundo do céu. Para que o efeito ocorra, o planeta e a estrela devem passar quase diretamente entre a estrela distante e o observador. Uma vez que esses eventos são raros, um número muito grande de estrelas distantes deve ser continuamente monitorado de modo a permitir a deteção de planetas a uma taxa razoável. Além disso, também não é possível repetir os experimentos que utilizam esse método, devido à raridade com que ocorrem. Este é o método mais promissor para planetas localizados entre a Terra e o centro da galáxia, já que as partes centrais da galáxia fornecem um grande número de estrelas distantes de fundo.
Microlentes gravitacionais já tinham sido testadas com outros propósitos. Em 1986, Bohdan Paczyński, da Universidade de Princeton, propôs, inicialmente, usá-las para buscar a misteriosa matéria escura, o material invisível que, acredita-se, domina o universo. Em 1991, ele sugeriu que as microlentes poderiam ser usadas para buscar planetas. Êxitos com o método de lentes gravitacionais datam desde 2002, quando um grupo de astrônomos poloneses (Andrzej Udalski, Marcin Kubiak e Michał Szymański de Varsóvia, e Bohdan Paczyński) aperfeiçoou um método viável no âmbito do projeto OGLE (do inglês Optical Gravitational Lensing Experiment, experimento com lentes gravitacionais ópticas). Durante um mês de busca, eles anunciaram a descoberta de diversos objetos, muitos dos quais poderiam ser planetas. Desde então, dois planetas extra-solares foram detectados através dessa técnica, a qual é considerada a mais promissora para a descoberta de planetas terrestres ao redor de estrelas solares.
Eventos de microlente são curtos, duram algumas semanas ou dias, já que as duas estrelas e a Terra movem-se uns com relação aos outros. Mais de 1000 estrelas foram observadas em eventos desse tipo ao longo dos últimos dez anos. As observações são geralmente empreendidas através de uma rede de telescópios robóticos.
A grande vantagem das microlentes gravitacionais é que se podem descobrir planetas de baixa massa (i.e. terrestres) mesmo com a tecnologia atualmente disponível. Uma desvantagem notável é que o evento não pode ser repetido, pois um alinhamento ao acaso nunca ocorre novamente. Ademais, os planetas detetados tendem a se localizar a muitos quiloparsecs de nós, tal que observações de monitoramento posterior não são possíveis. Contudo, se um número suficiente de estrelas de fundo forem observadas com boa precisão, o método pode informar-nos quão ordinários são os planetas terrestres em nossa galáxia. 
Além do programa OGLE financiado pela  NASA e pela National Science Foundation, o grupo MOA (do inglês, Microlensing Observations in Astrophysics, Observações de Microlentes em Astrofísica) trabalha para aperfeiçoar essa técnica. Astrônomos acreditam que seja possível observar planetas do tamanho da Terra dentro de meia década.